# Thomas Bihl
Thomas Bihl (Burghausen, 1975) è un giocatore di poker tedesco.
È noto per essere il primo giocatore ad aver mai vinto un braccialetto delle World Series of Poker al di fuori di Las Vegas. Accadde alle World Series of Poker Europe 2007: vinse il torneo £2.500 H.O.R.S.E., conquistando il primo premio di 70.875 sterline.